# Національний палац (Барселона)

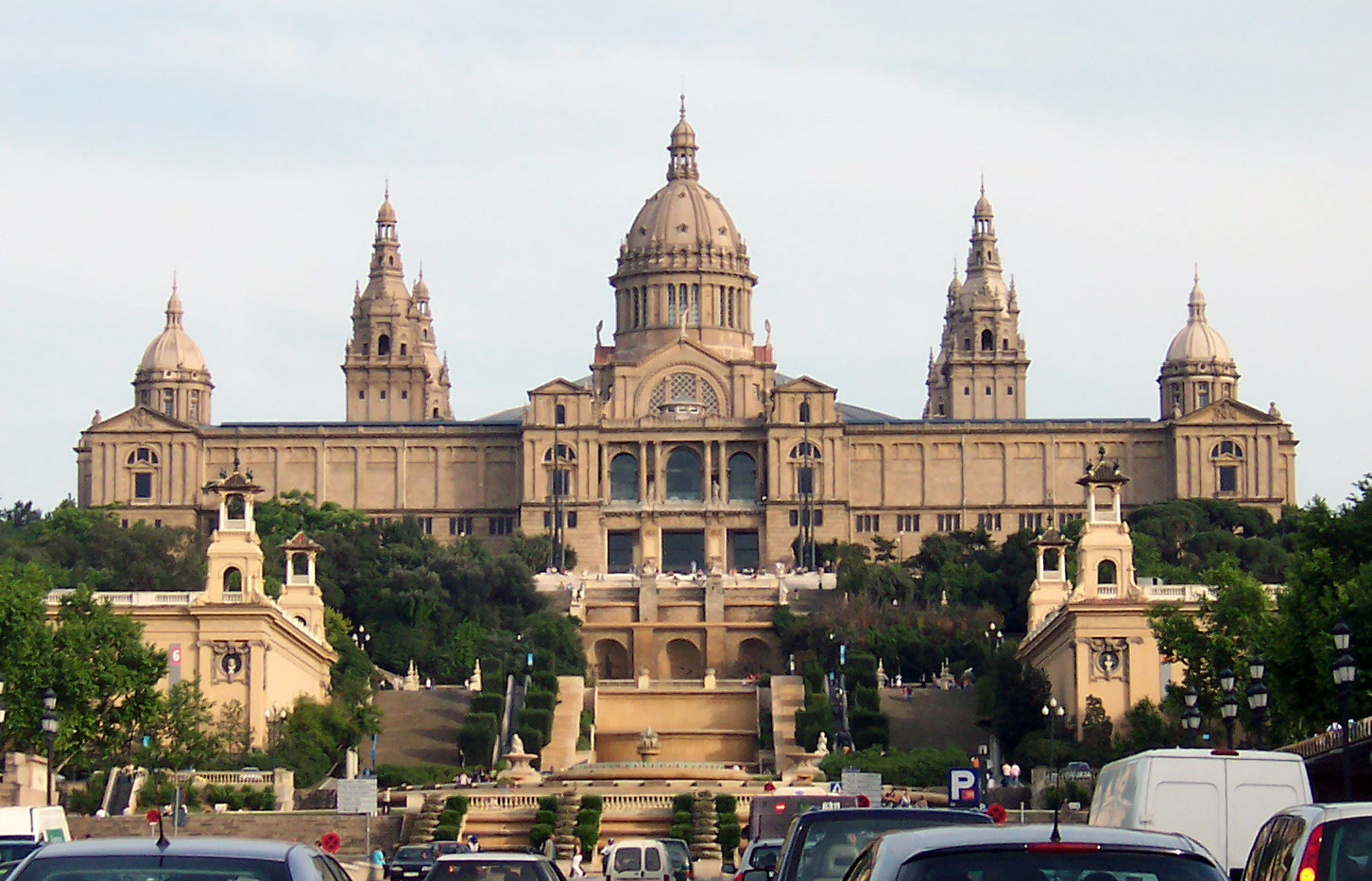

Національний палац (кат. Palau Nacional, ісп. Palacio Nacional) — палац на площі Іспанії в Барселоні, яскравий приклад іспанського академічного класицизму, входить в число найвідвідуваніших туристами місць країни. З початку минулого століття тут відкрито Національний музей мистецтва Каталонії. Національний палац (Барселона, Іспанія) — місце, з якого найкраще починати знайомство з самобутньою Каталонією.

### Історія
Площа Іспанії з'явилася в Барселоні в 1929 році. Місто тоді брав Всесвітню виставку, і нова площа стала центром проведення основних заходів, а в палаці проходили церемонії відкриття та закриття. Копії венеціанських Кампанелла, чарівний фонтан з підсвічуванням і широкий проспект Марії-Христини — все це було покликане символізувати національний дух і неподільність Іспанії. Центром архітектурної композиції став Національний палац. Барселона — місто історичних і архітектурних шедеврів, тому при будівництві палацу був обраний класичний стиль, завдяки якому будівля гармонійно вписалося в його загальний вигляд.
Іспанська інженер і архітектор Карлос Буйгасви будував палац на схилі пагорба Монжуїк, що підноситься над південною стороною міста. Біля входу розташований оглядовий майданчик. З палацових ступенів відкривається приголомшливий вид на Барселону. Національний палац - один з найбільших архітектурних комплексів Каталонії. Внутрішнє оздоблення не поступається зовнішньому величі - овальний зал під величезним куполом з ламаними лініями, сходи честі, прикрашена ліпниною, особисті королівські покої - палацова розкіш з перших хвилин зачаровує відвідувачів величчю і витонченістю.

#### Палац і музей. Від готики до авангарду. Середньовіччя і сучасність
1934 рік став новою точкою відліку в історії музею. Саме в той рік у палаці розмістився Національний музей каталонського мистецтва. Він об'єднав експозиції двох музеїв, що були колись самостійними — мистецтв Каталонії і сучасного мистецтва. Сьогодні в колекції музею представлені всі жанри - скульптура, живопис, графіка, зібрана велика колекція нумізматики.
Величезний інтерес у відвідувачів викликає збори рідкісних експонатів готичного каталонського мистецтва - крім живопису і скульптури тут можна побачити барельєфи, фрагменти фресок, дерев'яні скульптури. Колекція сучасного мистецтва охоплює проміжок з кінця XIX століття до сьогоднішніх днів. Вона включає в себе всі напрямки живопису і скульптури - від неокласицизму до авангарду; колекції фотографій, гравюр, плакатів, малюнків, унікальне зібрання предметів меблів. Поринути в атмосферу справжнього мистецтва можна, відвідавши Національний палац. Барселона давно стала культовим містом для всіх любителів витонченого мистецтва і творчості, а Національний музей Каталонії — один з найкращих музеїв Іспанії.

##### Розташування.
Палац розташований на високому пагорбі, до центрального входу веде каскад водоспадів і сходів, але для того, щоб уникнути стомлюючого підйому, краще під'їхати до основної будівлі на ескалаторі. Крім музейної каси, квитки можна замовити на сайтах квиткових і туристичних агентств. Пройшовши фоє, гості потрапляють в величезний Овальний Зал, з якого можна пройти до всіх музейним галереям. 

## Галерея

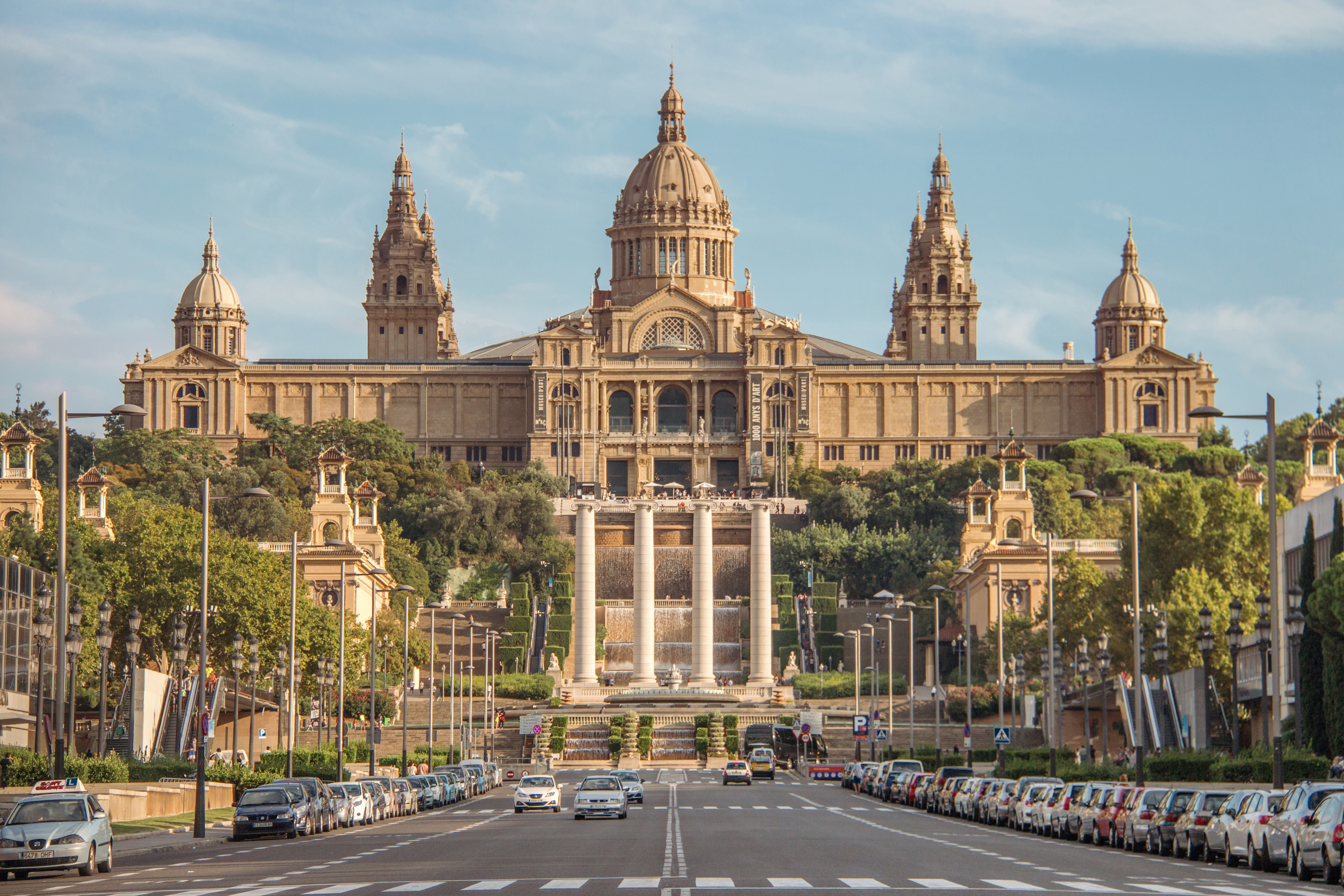
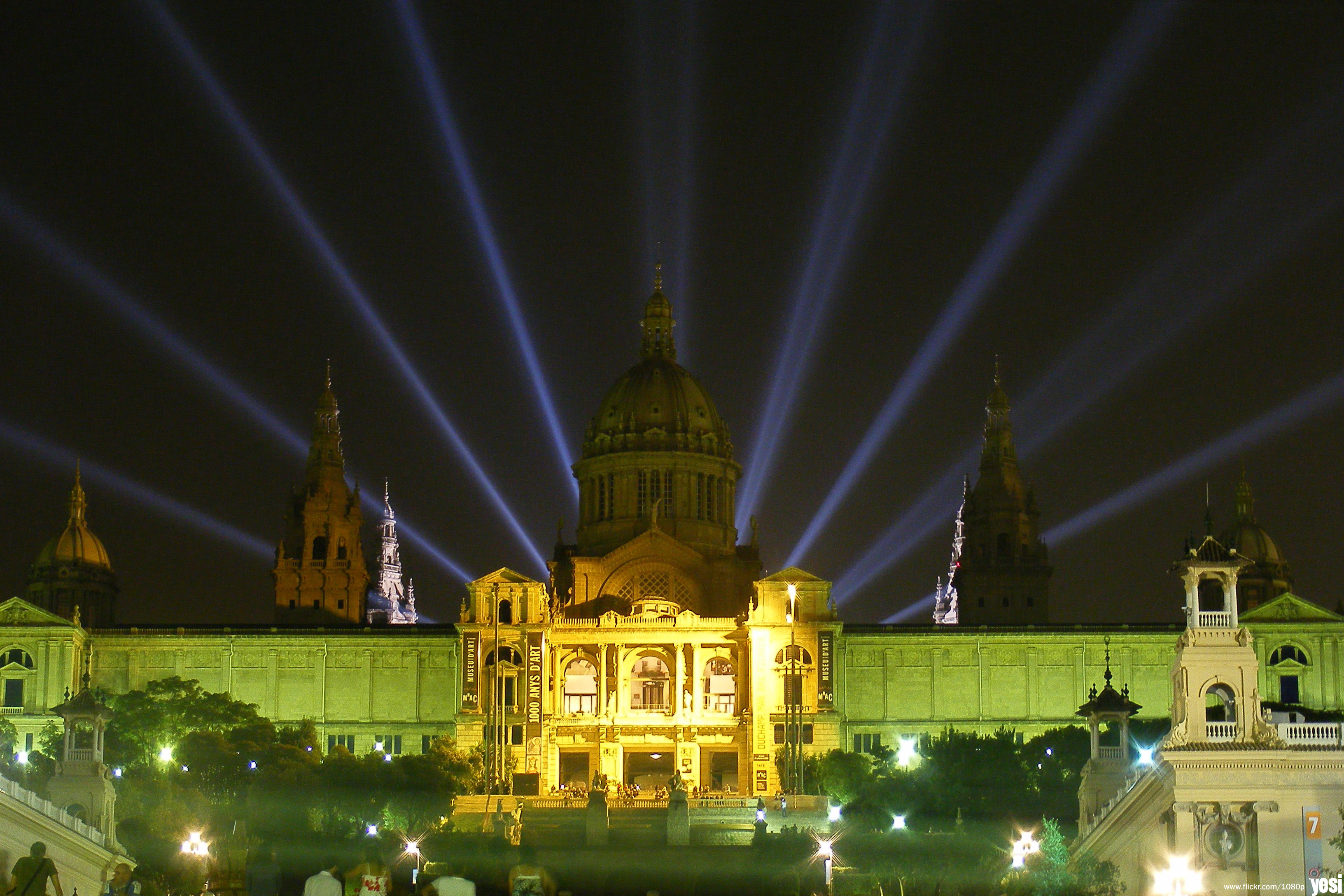
Палац у вечірній час
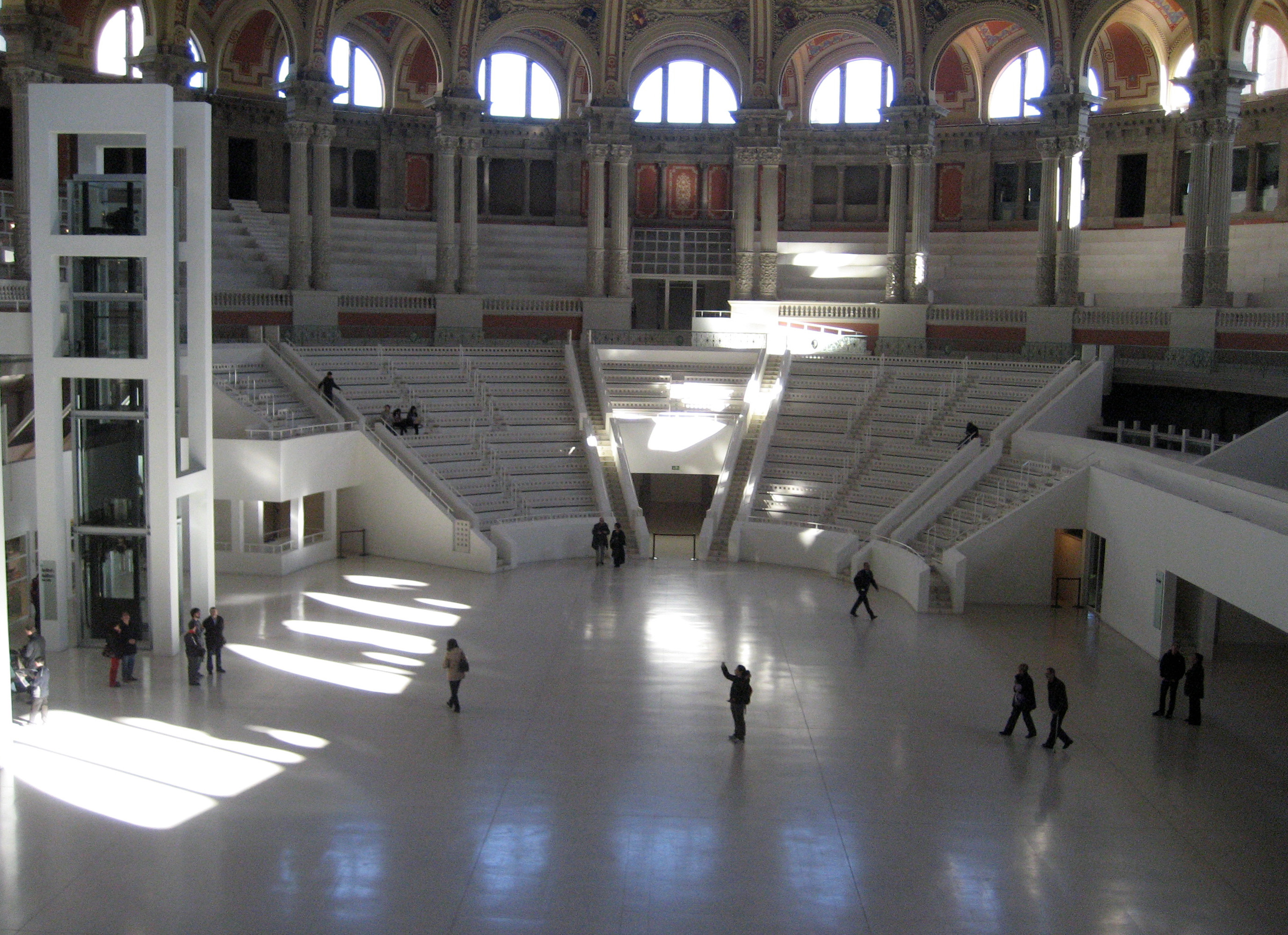
Головний зал палацу
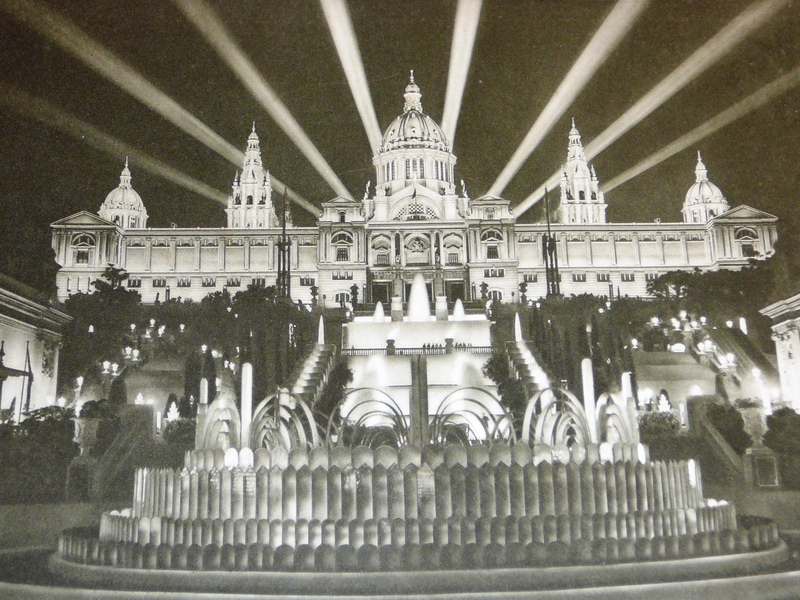
1929
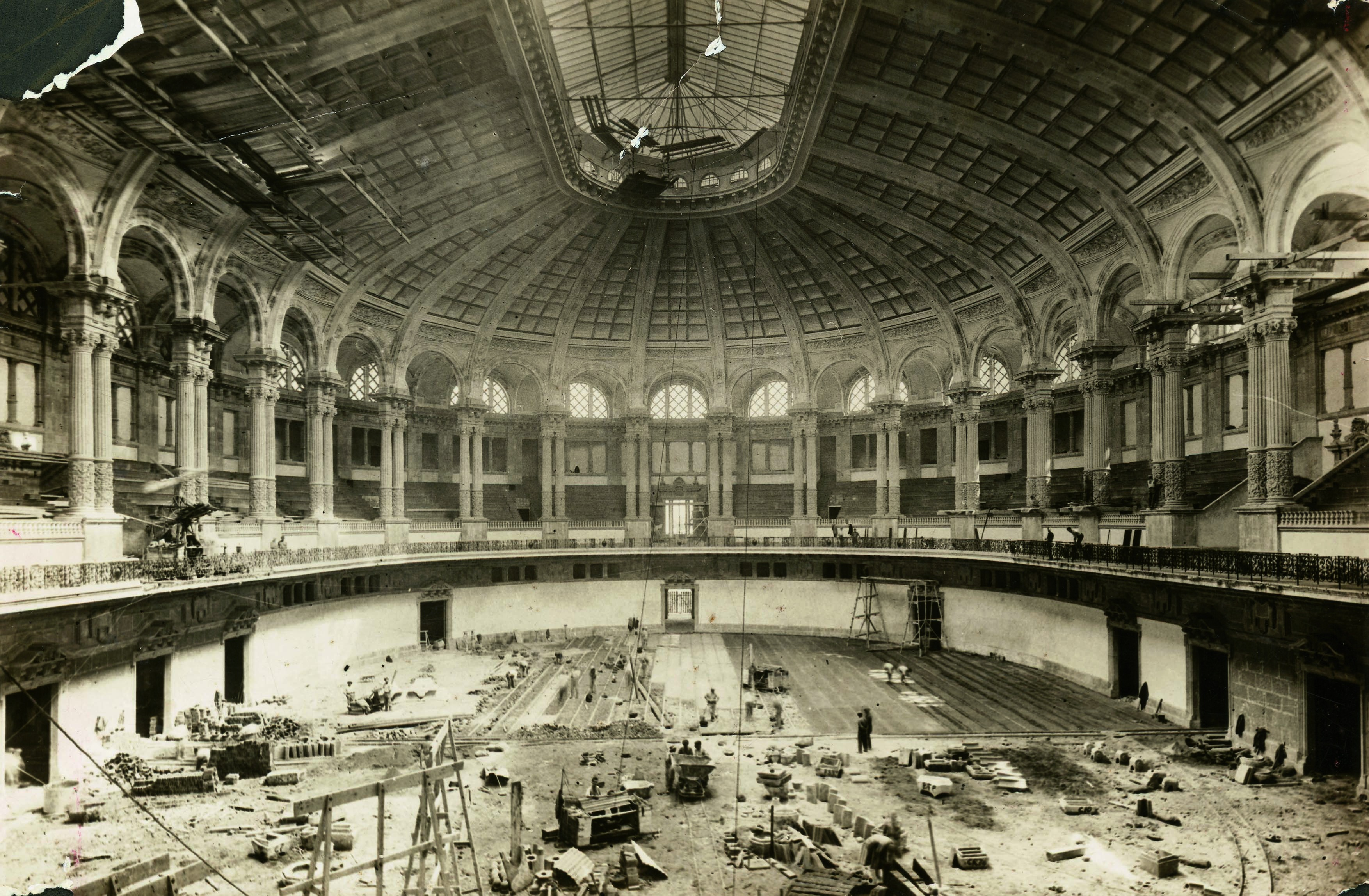
Будівництво у 1926-1929
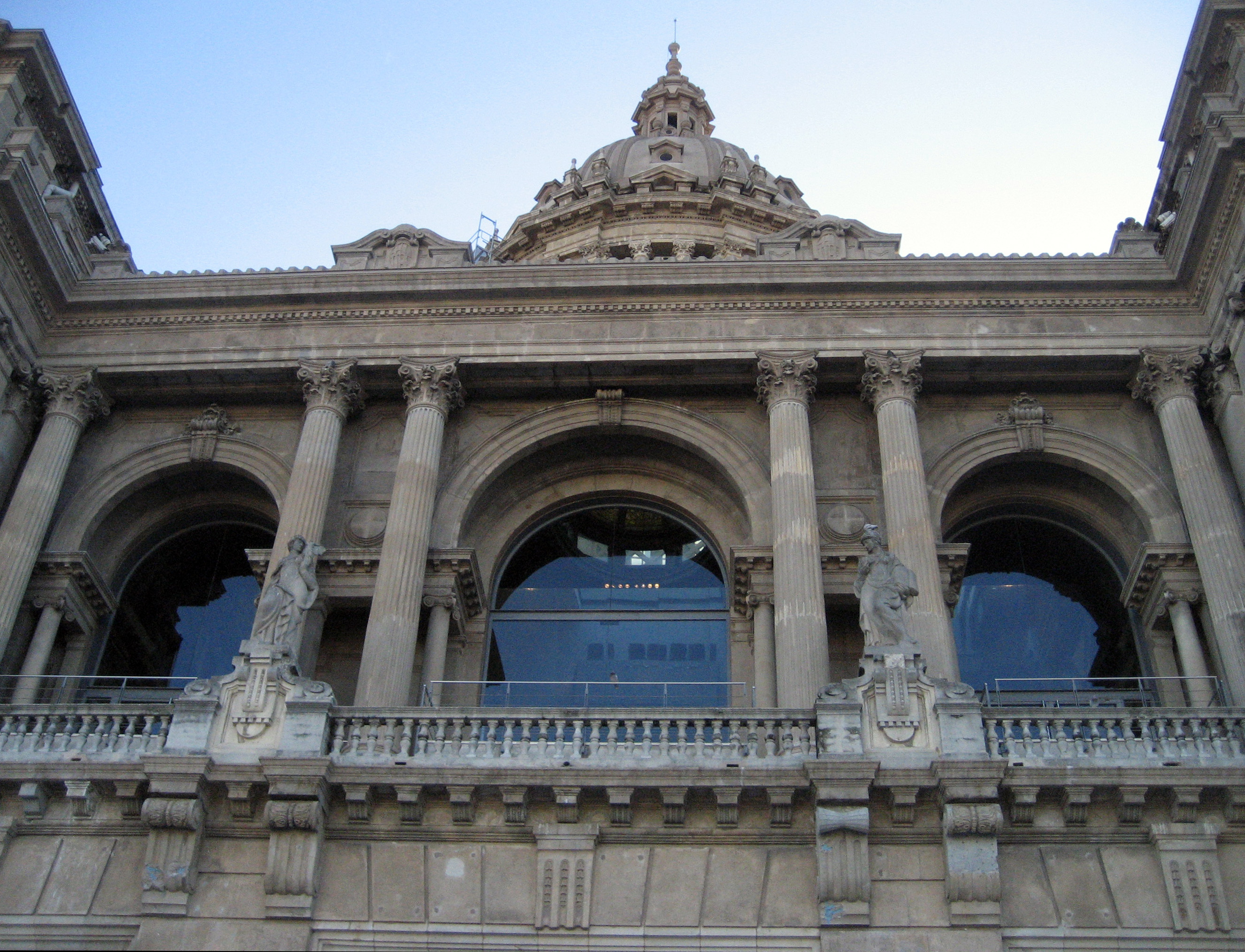
Частина центрального фасаду
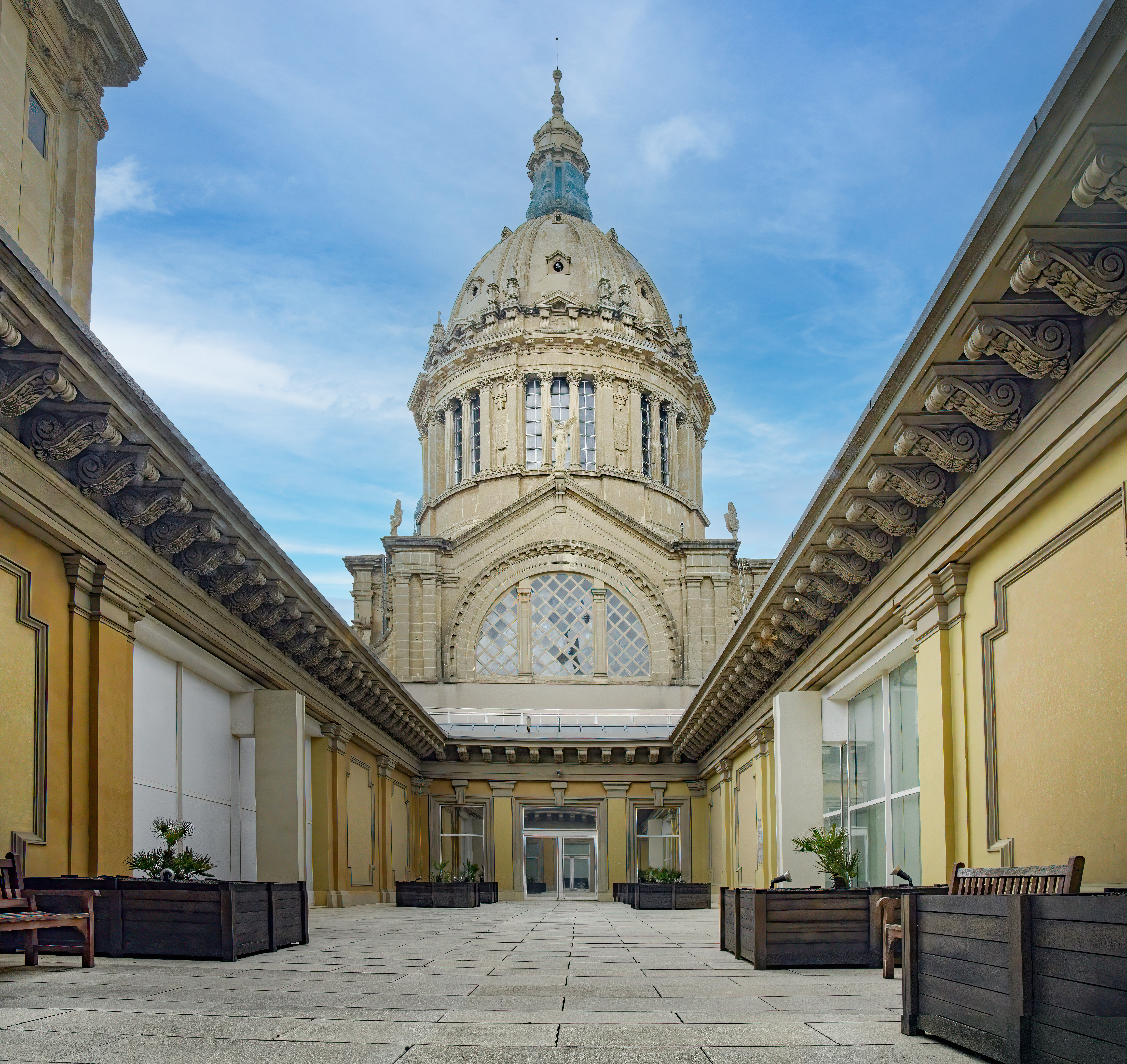
Вид на центральний купол із західної тераси
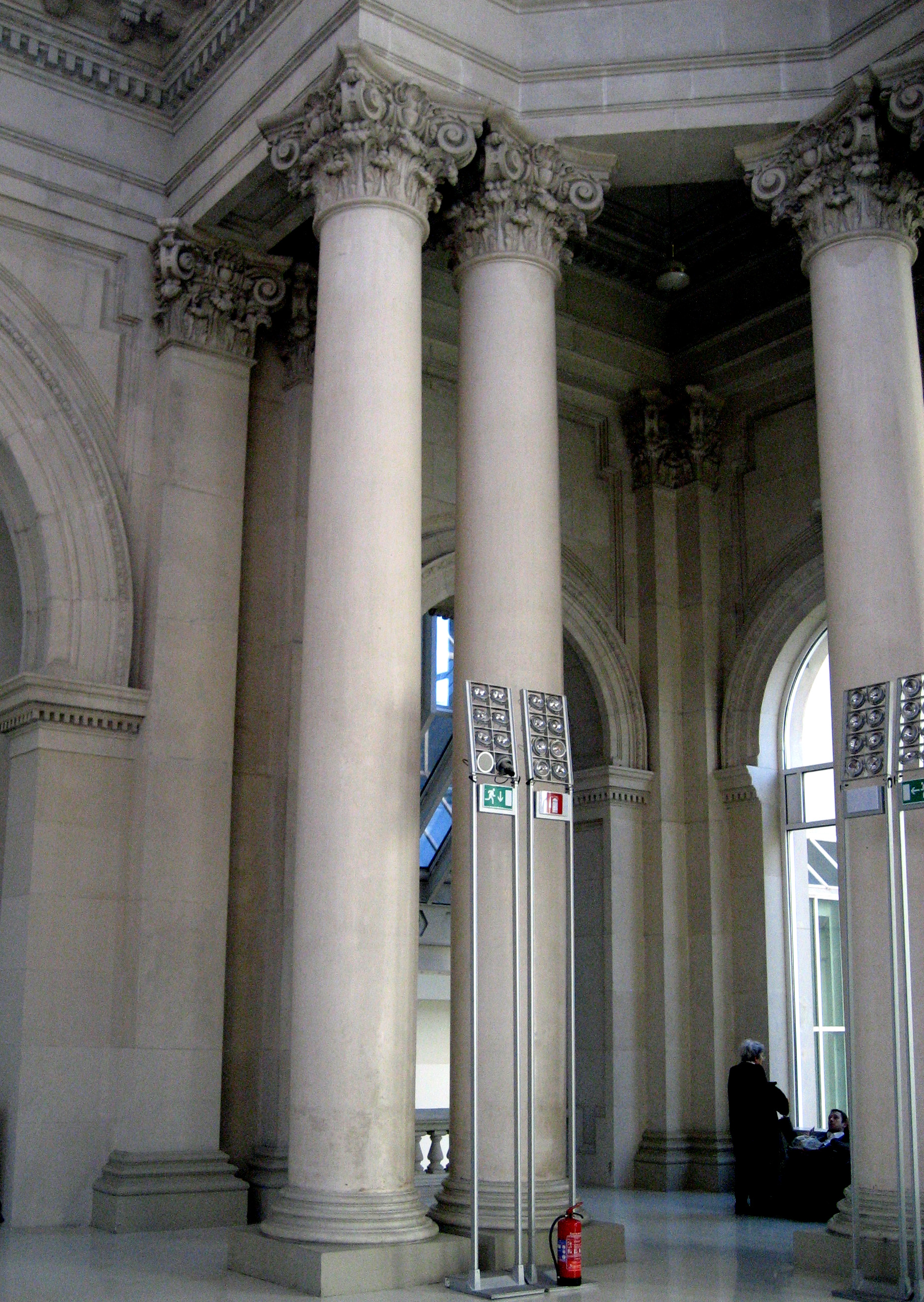
Колони великого купола
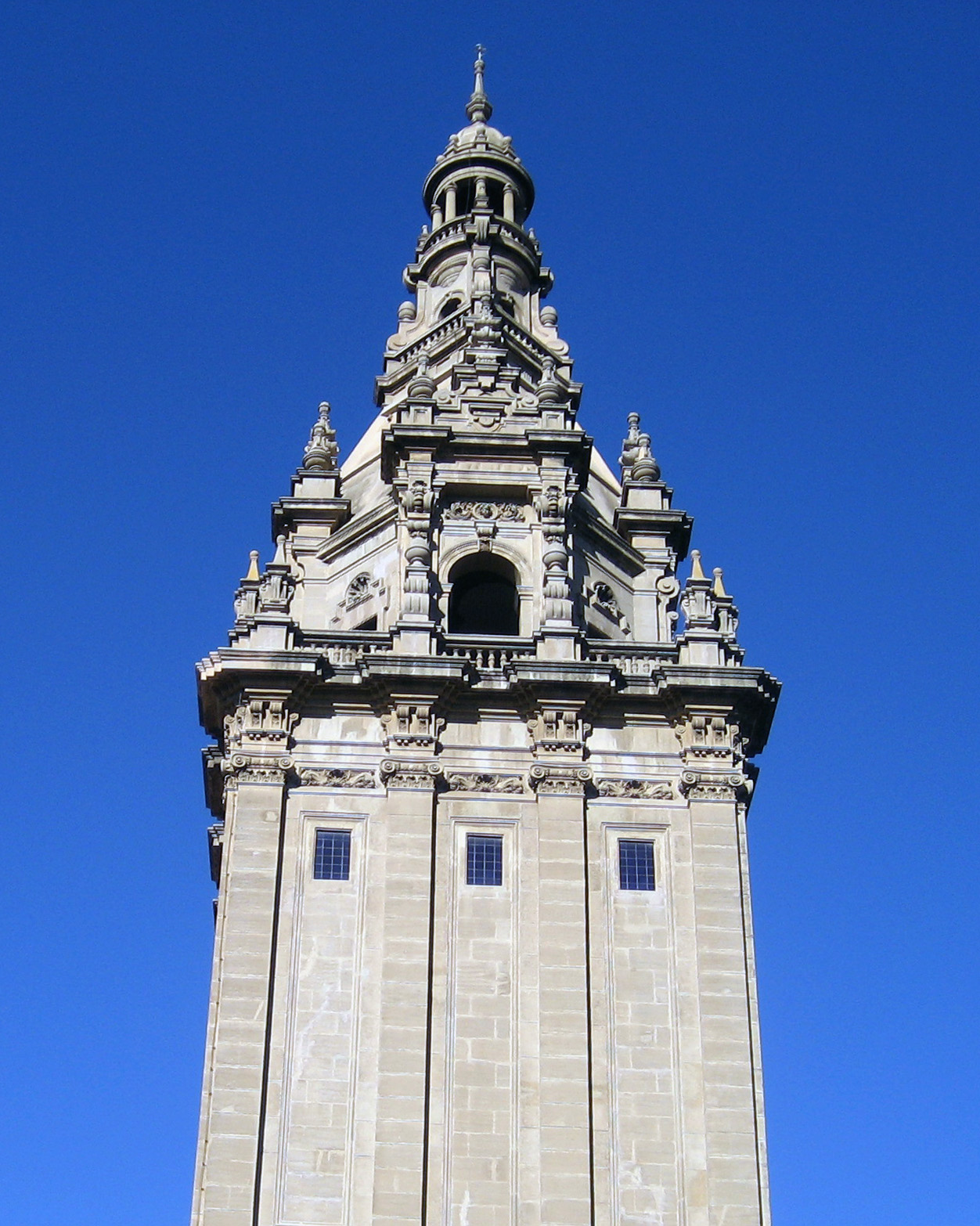
Вежа
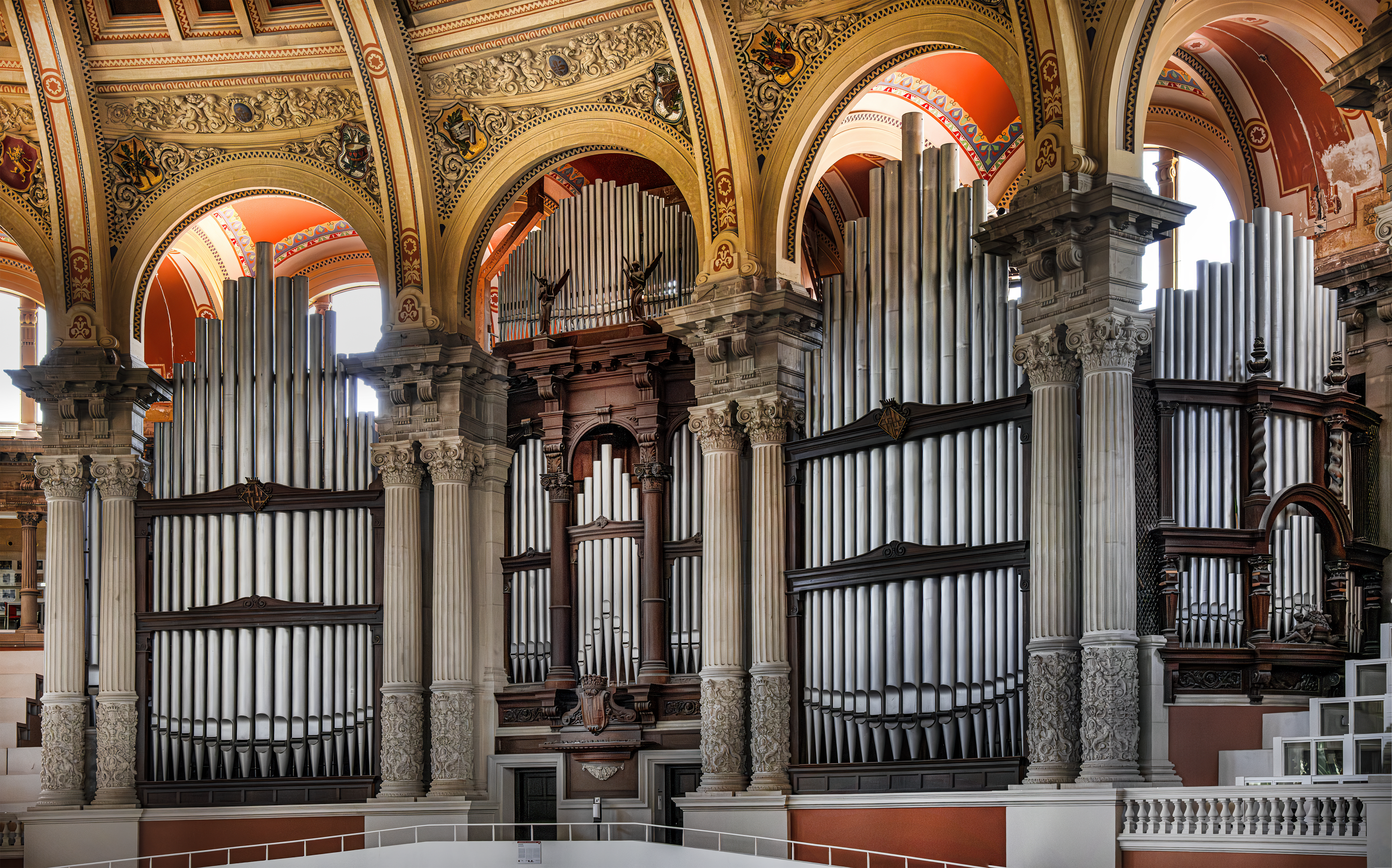
Орган
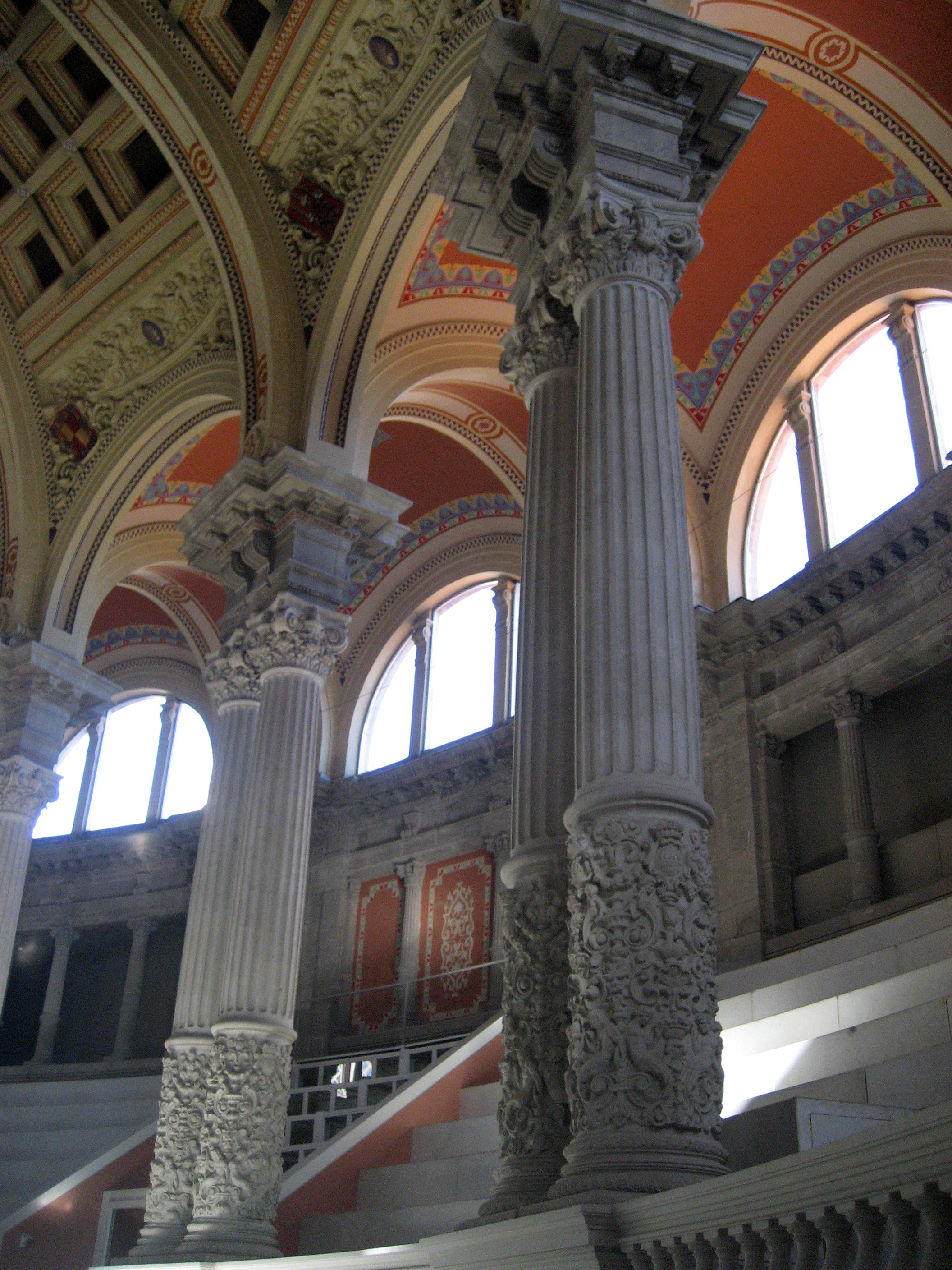
Велика зала
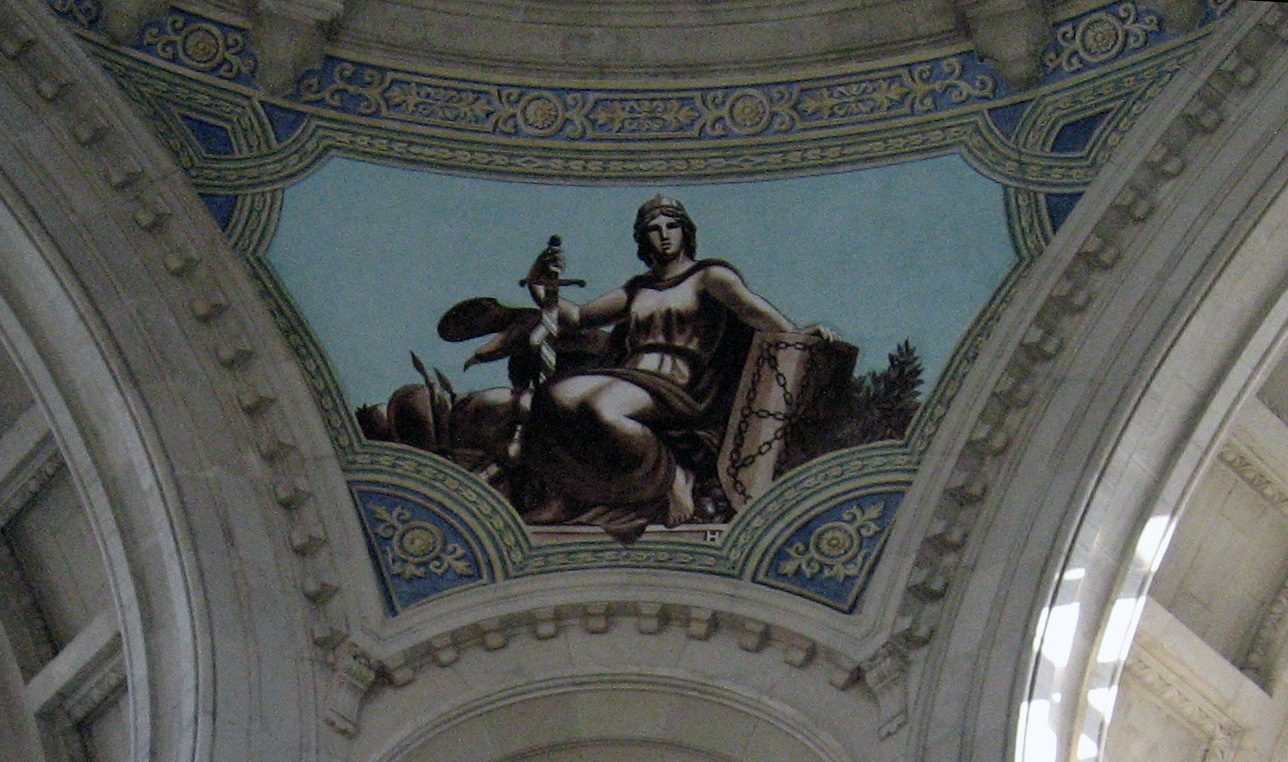
Грісалла представляє Наварру
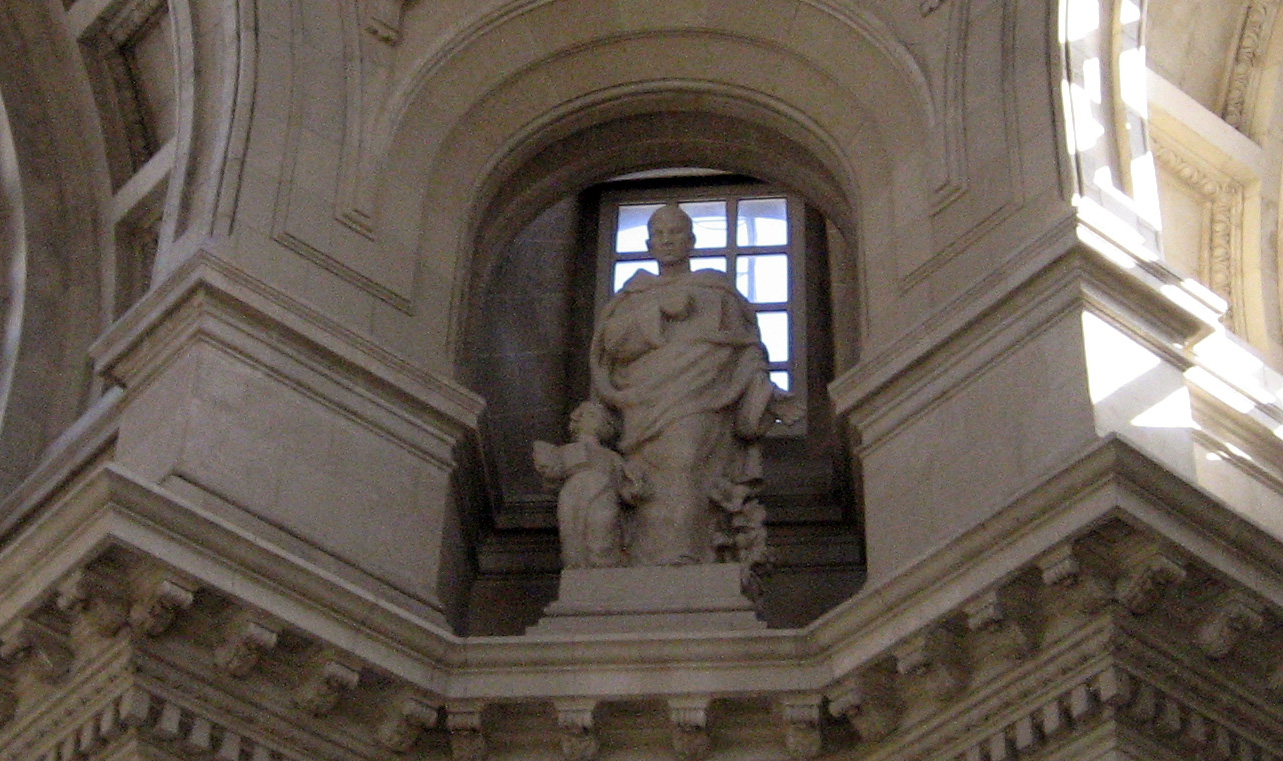
Релігія
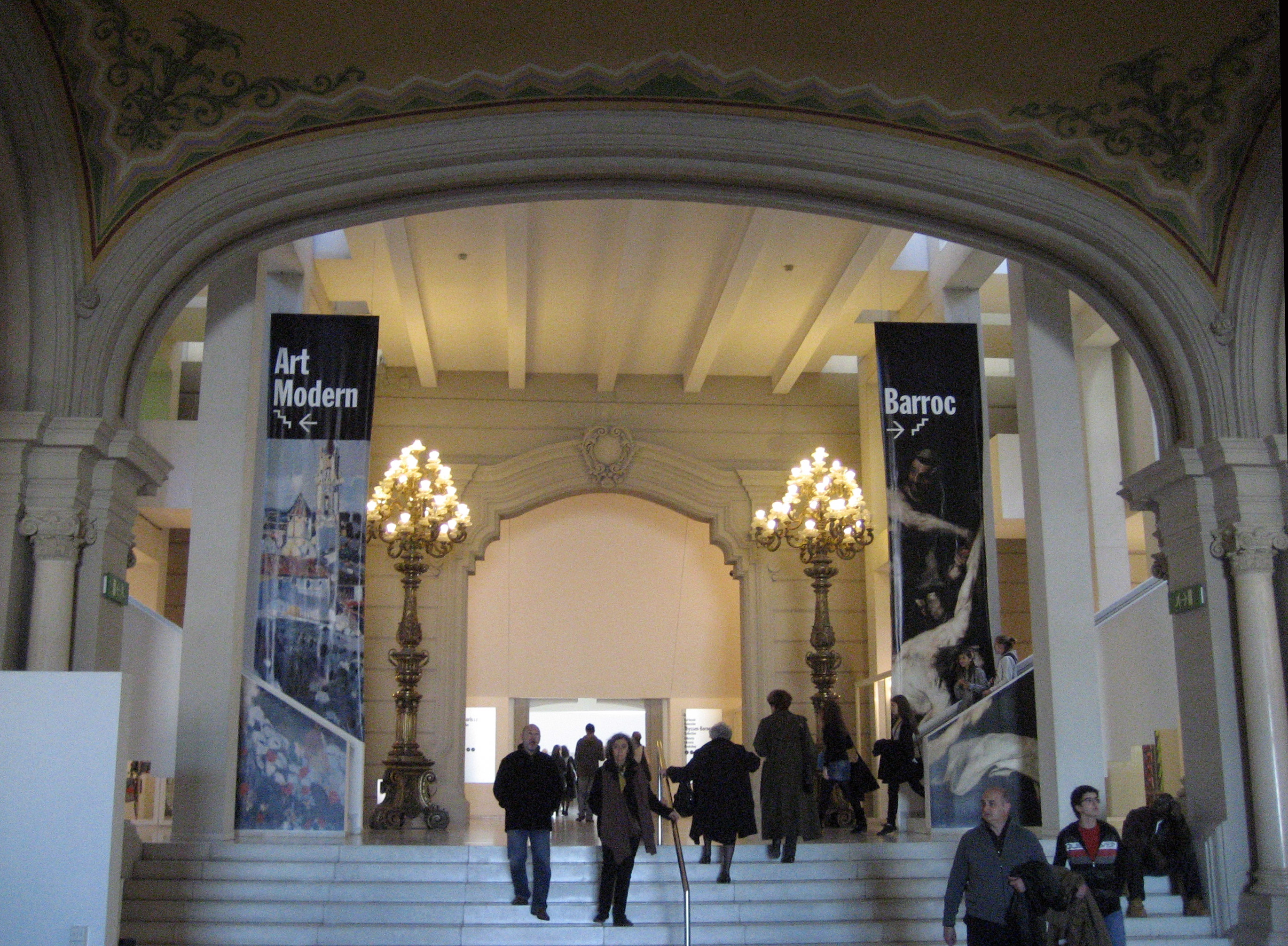
Вестибюль